# Гельхен
Гельхен (лезг. Гелхен) — село в Курахском районе Дагестана. Административный центр сельского поселения Сельсовет "Гельхенский".

## История
Село Гельхен (Гелхен) образовалось из семи маленьких аулов: Чфур, Тхюр, Никез, Келе, Келхен, Зупа, Кьерегь.  Название села происходит от слов гел и хен, что переводится как поселение (хен) гелов (гел). Гелы — один из 26 народов, живших на территории Кавказской Албании. В 1622 г. устады Сумай и Мухаммед, сыновья Шакули, построили святилище в Гельхене, которое перешло в подчинение Казикумухского шамхальства. Площадь села с сельхозугодиями составляет 3500 га. Основным занятием жителей Гелхена являются скотоводство и земледелие. В селе имеется мечеть, построенная в 1882 году. Гелхенцы гордятся зияратом шейха Султан Ахмада, которому около 500 лет.

## Население
| 1895 | 1926 | 1939 | 1970 | 1989 | 2002 | 2010 |
| ---- | ---- | ---- | ---- | ---- | ---- | ---- |
| 541  | ↘496 | ↗640 | ↗727 | ↘521 | ↗555 | ↗577 |
| 2021 |      |      |      |      |      |      |
| ↘561 |      |      |      |      |      |      |

Национальный состав
Гельхенцы — лезгины, говорят на гельхенском диалекте лезгинского языка.